# О судьбе и о себе
«О судьбе и о себе» — студийный альбом российской певицы Алёны Апиной, выпущенный в 2001 году лейблом «Студия „Союз“». Наибольшую известность и признание из этого проекта получили «Песня о женской дружбе», записанная дуэтом с Лолитой, а также композиция «Завтра» из репертуара группы «Иван Кайф», ставшая в исполнении Апиной лауреатом «Песни года 2001». На оба трека, равно как на балладу «Дорогая рука», были сняты видеоклипы.

## Об альбоме
Альбом «О судьбе и о себе» вышел в феврале 2001 года на лейбле «Студия „Союз“» и содержал 12 треков. Релизу предшествовали поездки Апиной по ночным клубам в поисках потенциальных хитов. Так на диске появилась, например, подаренная артистке музыкантами группы «Иван Кайф» песня «Завтра» (в оригинале именовалась «Ангел II»). Подобную метаморфозу названия певица объяснила разницей в творческом восприятии текста произведения (в нём говорится и про ангелов, и про завтра). В интерпретации Апиной композиция в итоге стала лауреатом «Песни года 2001».
На диск вошла и представленная ещё в 2000 году в «Рождественских встречах» «Песня о женской дружбе», написанная для Апиной Лорой Квинт. Изначально певице приглянулась другая работа композитора — «Поматросишь». Однако та уже была продана Ирине Шведовой. В результате Апина тайком иногда пела желанный номер на своих концертах. Узнав об этом, Квинт предложила ей взамен «Песню о женской дружбе», исполнить которую на пару Апина пригласила свою подругу Лолиту, переживавшую в тот период развод с Александром Цекало и распад «Кабаре-дуэта „Академия“». Баллада в конечном счёте получила широкую популярность, послужив также подспорьем для начала сольной карьеры Лолиты.
Ещё одна лирическая композиция в альбоме — «Дорогая рука» — был написана на стихи Вероники Тушновой и рассказывала о женщинах, ждущих возвращения своих мужей, ушедших в море. Данную песню Апина посвятила морякам, погибшим в 2000 году при крушении атомной подлодки «Курск». Помимо этого, сентиментальную сторону творчества исполнительницы на пластинке представляли треки «Воскресная жена», «Судьба», «Я одна из тех» и «Два человека на причале», а более лихую и задорную — такие номера как «Не давай, девочка, матросам», «Командировочный» и «Ой, не держи меня, мама моя».
Выход диска был отмечен двумя сольными концертами Апиной в Московском театре эстрады 9 марта 2001 года. Программа включала в себя как новые, так и старые песни, в том числе «Летучий голландец», «Ксюша» (в новой аранжировке), а также «Огней так много золотых…». Появился на сцене и Мурат Насыров, с которым Апина исполнила их совместный хит «Лунные ночи». Премьера телеверсии концерта состоялась 10 марта того же года на канале «ТВ Центр».

## Видеоклипы
Три представленные в альбоме композиции получили экранные воплощения. Музыкальное видео на «Песню о женской дружбе» вышло за год до самого лонгплея, изначально являясь эпизодом «Рождественских встреч» Аллы Пугачёвой (январь 2000). По сюжету Апина и Лолита беседуют о женской доле за игрой в шахматы. Эта сценка из передачи и была в дальнейшем использована в качестве клипа. В ролике на песню «Дорогая рука», посвящённом погибшим морякам «Курска», современные съёмки перемежались кадрами подходящей по контексту документальной хроники. «Я пытался снять этакий символизм, что-то абстрактное», — объяснял режиссёр Сергей Кальварский. Он же в одном из мосфильмовских павильонов создал клип на композицию «Завтра». Несмотря на скудность натуры, в ролике присутствовал ряд изюминок: глухонемые дети, «говорившие» на языке жестов несколько слов о счастливом завтра, огромная Луна, в процессе съёмок рискованно пролетавшая в нескольких сантиметрах от головы Апиной, а также принадлежащий певице бобтейл Дуся, появлявшийся в коротком эпизоде.

## Рецензии
Музыкальный критик Алексей Мажаев, рецензируя свежий альбом Апиной для портала InterMedia, высказал наблюдение, что артистка не подвержена модным тенденциям и не любит экспериментов с формой, предпочитая исполнять душевные, простые до провинциальности песни, сюжет большинства из которых так и подмывает экранизировать для телепрограммы «Женский взгляд Оксаны Пушкиной» (среди подобных на диске — «Воскресная жена», «Судьба», «Я одна из тех», «Два человека на причале»). В то же время любительницы «Узелков» и «Электрички», согласно Мажаеву, также не останутся обделёнными — для них разухабистость русской души в альбоме иллюстрируют такие композиции как «Не давай, девочка, матросам», «Командировочный» и «Ой, не держи меня, мама моя».
На некоторых номерах Мажаев остановился отдельно. Так, когда песню «Завтра» исполнял ансамбль «Иван Кайф», в ней, по мнению журналиста, обнаруживался подтекст, полутона и фишки; у Апиной же получилась ещё одна спетая грустным голосом женская история, даже «слегка пробешивающая слишком умным для попсы текстом». Говоря о клипе Апиной и Лолиты на «Песню о женской дружбе», рецензент усомнился в искренности певиц — в неё, по ощущениям критика, «мы как-то не верим». В заключение Мажаев выделил трек «Без тебя», голос и аранжировка в котором, по его словам, звучат так, будто Шер запела на русском языке. Признав в этой связи, что эксперименты Апиной всё же не чужды, он выразил сожаление, что данная композиция никак не продвигается в музыкальных медиа.
Оценивая прошедшие в Московском театре эстрады концерты в поддержку альбома, обозреватель InterMedia Наталья Суханова констатировала, что новая программа Апиной мало чем отличается от старой. При этом, согласно журналистке, обещанных в пресс-релизе множества костюмов и шикарных декораций от Бориса Краснова зрители в итоге не увидели. В свою очередь Наталья Панкина, рассматривая то же мероприятие (но в телеверсии) на страницах газеты «Московская комсомолка», критически отозвалась том, что названия песен в программе не объявлялись и даже не были написаны титрами на экране. Наряду с этим, она сочла неуместным появление Апиной в короткой юбке выше колена во время исполнения песни «Ксюша», поскольку артистка «уже давно не девочка».

## Трек-лист
| №                   | Название                             | Текст песни          | Музыка               | Длительность |
| ------------------- | ------------------------------------ | -------------------- | -------------------- | ------------ |
| 1.                  | «Судьба»                             | Симон Осиашвили      | Вадим Лоткин         | 3:20         |
| 2.                  | «Завтра»                             | Михаил Зуев          | Михаил Зуев          | 3:37         |
| 3.                  | «Я одна из тех»                      | Кирилл Крастошевский | Кирилл Крастошевский | 3:40         |
| 4.                  | «Песня о женской дружбе» (с Лолитой) | Ольга Клименкова     | Лора Квинт           | 3:15         |
| 5.                  | «Дорогая рука»                       | Вероника Тушнова     | Андрей Косинский     | 4:01         |
| 6.                  | «Не давай, девочка, матросам»        | Ольга Куланина       | Андрей Косинский     | 3:53         |
| 7.                  | «Два человека на причале»            | Ольга Белая          | Евгений Кемеровский  | 3:50         |
| 8.                  | «Ой, не держи меня, мама моя»        | Ольга Куланина       | Андрей Косинский     | 3:42         |
| 9.                  | «Командировочный»                    | Ольга Куланина       | Андрей Косинский     | 3:36         |
| 10.                 | «Без тебя»                           | Кирилл Крастошевский | Кирилл Крастошевский | 3:43         |
| 11.                 | «Воскресная жена»                    | Аркадий Укупник      | Евгений Муравьёв     | 3:45         |
| 12.                 | «Не могу»                            | Александр Челобанов  | Александр Челобанов  | 4:10         |
| Общая длительность: | Общая длительность:                  | Общая длительность:  | Общая длительность:  | 44:37        |

## Полезные ссылки
- Архивная страница альбома на официальном сайте Алёны Апиной (аннотация и трек-лист)
- Видеоклип на «Песню о женской дружбе» (2000) на YouTube
- Видеоклип на песню «Дорогая рука» (2001) на YouTube
- Видеоклип на песню «Завтра» (2001) на YouTube
- Концертная программа «О судьбе и о себе...» (2001) на YouTube